# Cmentarz żydowski w Radzanowie
Cmentarz żydowski w Radzanowie – kirkut mieści się w Radzanowie, na końcu obecnej ul. Górnej. 
Cmentarz żydowski został założony na mocy przywileju z 1765. Cmentarz miał powierzchnię około 0,75 ha, a na jego terenie znajdował się budynek o dwóch izbach, zamieszkany przez rodzinę grabarza i zapewne służący także jako dom przedpogrzebowy, w którym dokonywano rytualnej ablucji zwłok (tzw. tahara).
Podczas II wojny światowej nekropolia uległa dewastacji. Wiosną 1940 Niemcy zniszczyli nagrobki i rozebrali ogrodzenie. Wcześniej na cmentarzu spalono wyposażenie miejscowej synagogi. 
Obecnie na nieogrodzonym terenie brak zachowanych nagrobków.